# Waldner Vásquez
Waldner Isaí Vásquez Pineda (ur. 20 marca 2002) – nikaraguański piłkarz występujący na pozycji pomocnika, reprezentant Nikaragui, od 2024 roku zawodnik Walter Ferretti.